# 2,8 cm-es nehéz páncéltörő puska 41
A 2,8 cm schwere Panzerbüchse 41 (rövidítve 2,8 cm s. Pz.B. 41 vagy 2,8 cm s PzB 41, magyarul 2,8 cm-es nehéz páncéltörő puska 41) egy német páncéltörő fegyver volt. Hivatalos besorolása nehéz páncéltörő puska (németül: schwere Panzerbüchse), de inkább könnyű páncéltörő ágyúnak lehetne leírni.

## Leírás
Habár az sPzB 41 nehéz páncéltörő puskának volt besorolva, a konstrukciója sokkal inkább a páncéltörő lövegek közé helyezi. Mint az utóbbiaknál, volt egy hátrasikló mechanizmusa, alváza és lövegpajzsa is. Az egyetlen eltérő tulajdonsága a fegyvernek az volt, hogy hiányzott az emelő és oldalirányzó mechanizmusa, mivel a könnyű cső lehetővé tette a manuális irányzást. Ez a páncéltörő puskákra jellemző tulajdonság.
A tervezet egy kúp alakú puskacsövön alapult, amely a töltényűrtől a csőszájig 28 milliméterről 20 milliméterre csökkenő kaliberrel rendelkezett. A lövedéken két külső karima volt, ahogy ez előrehalad a csőszáj felé, a karimák összenyomódnak, lecsökkentve a külső felszínt, ami a lövedék magasabb sebességét eredményezi. A cső konstrukciója nagyon magas csőtorkolati sebességet eredményezett: 1400 m/s felett. A fegyverre csőszájféket is szereltek. A vízszintesen hátrasikló lövegzár „félautomata” volt: automatikusan zárt, mikor a lövedéket betöltötték. A fegyver nyílt irányzékkal volt felszerelve, amit 500 méteres távolságig lehetett használni, ezen kívül egy teleszkópos irányzékkal (ZF 1×11) is fel lehetett szerelni, amit a 3,7 cm PaK 36 páncéltörő lövegnél alkalmaztak.
A fegyvert gumiabroncsos kerekekkel látták el, amiket el lehetett távolítani, így a fegyver jelentősen alacsonyabb lett, ezáltal könnyebb volt elrejteni; a művelet 30-40 másodpercig tartott. A fegyver konstrukciója lehetővé tette szerszám nélküli szétszerelését öt részre, a legnehezebb súlya 62 kg volt.

## Fejlesztés és gyártás

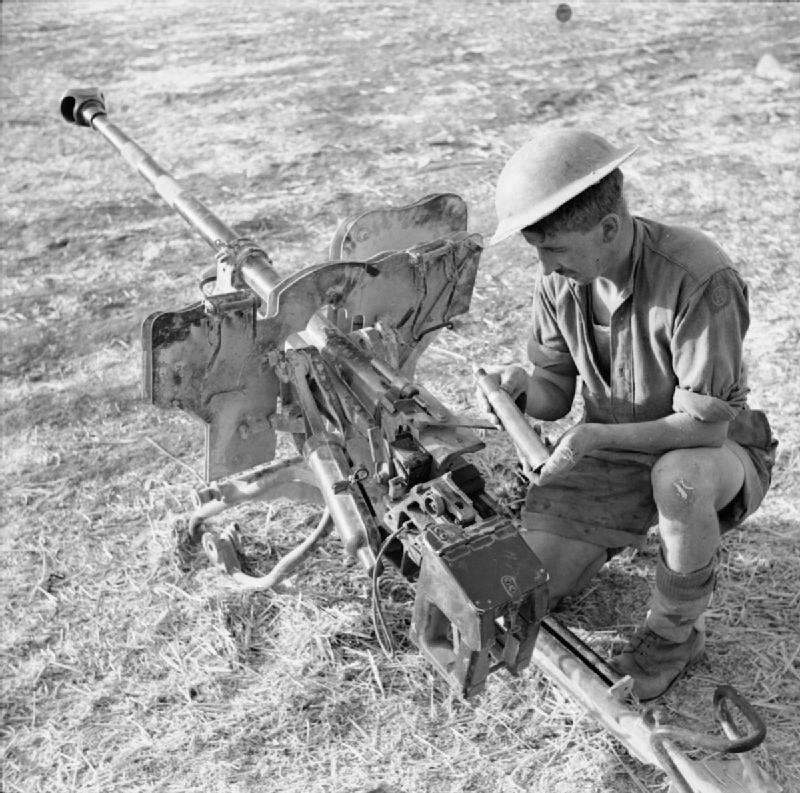
Egy brit katona vizsgálja a zsákmányolt sPzB 41 páncéltörő löveget, Szicília, 1943.

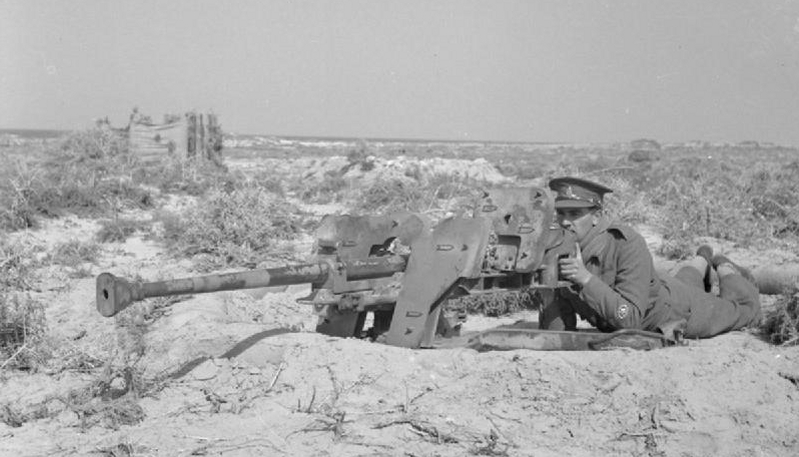
A brit hadsereg zsákmányolt sPzB 41 fegyvere, 1942.

A kúpos kialakítást először 1903-ban szabadalmaztatta egy német tervező, Karl Puff. Az 1920-as években egy másik német mérnök, Gerlich kísérletezett a kúpos kialakítású csövekkel, ami eredményeképpen egy kísérleti 7 milliméteres páncéltörő puska torkolati sebessége elérte az 1800 m/s-ot.
Ezen munkák alapján, 1939-1940-ben a Mauser-Werke AG tervezett egy 28/20 mm-es páncéltörő fegyvert, ami eredetileg a Gerät 231 vagy MK.8202 nevet kapta. 1940 június-júliusában kísérleti célból 94 (más források szerint 30) darabot átadtak a hadseregnek csapatpróbára. A próbák néhány módosítást eredményeztek és 1941-ben beindult a 2,8 cm schwere Panzerbüchse 41 sorozatgyártása. Egyetlen fegyver ára 4520 RM Német birodalmi márka volt (összehasonlításképp egy 5 cm Pak 38 löveg ára 10600 Német birodalmi márka volt). Az utolsó fegyvert 1943-ban készítették; a gyártás megszakításának fő oka a volfrám hiánya volt, ami a lövedékekhez kellett.
| A sPzB 41 gyártása, darabszámban |      |      |      |        |
| 1940                             | 1941 | 1942 | 1943 | Teljes |
| 94                               | 349  | 1030 | 1324 | 2797   |

| Lőszer gyártása a sPzB 41-hez, ezer darab |       |       |       |       |        |
| Lőszer típus                              | 1940  | 1941  | 1942  | 1943  | Teljes |
| Repesz-romboló                            | -     | 9.2   | 373.3 | 130.1 | 512.6  |
| Páncéltörő                                | 156.2 | 889.5 | 270.0 | 278.1 | 1602.8 |

## Hadrendbe állítás
A sPzB 41-et motorizált hadosztályokhoz és néhány vadász (Jäger, könnyű gyalogság), hegyivadász (Gebirgsjäger) és ejtőernyős (Fallschirmjäger) alakulathoz osztották be. Néhány fegyvert páncéltörő és utász alakulatokhoz osztottak. A fegyvert bevetették a keleti fronton a harci helyzet beállását követően (június 1-jén a Wehrmacht 183 darabbal rendelkezett), és egészen a háború végéig használatban maradt, illetve használták az észak-afrikai hadjárat folyamán és a nyugati fronton 1944-45-ben.
Rövid távon a sPzB 41 képes volt átlőni a legtöbb második világháborús páncélt. Szerencsés találatok olyan nehéz harckocsik páncélzatát is átlőtték, mint a KV–1 és az ISZ–2.

## Változatok

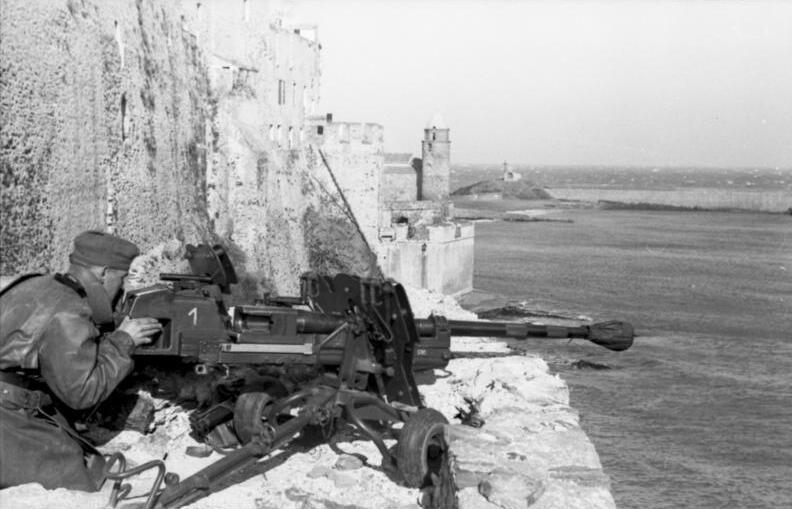
2,8 cm sPzB 41 leFl 41, Franciaország, 1942

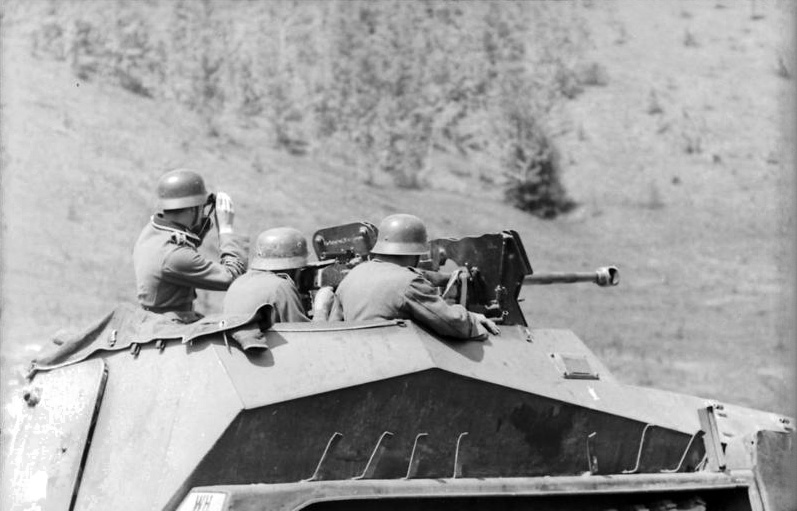
SdKfz 250/11, Großdeutschland Hadosztály, keleti front, 1943

- 2,8 cm sPzB 41 leFl 41 (2,8 cm schwere Panzerbüchse 41 auf leichter Feldlafette 41): ejtőernyős egységek számára kifejlesztett változat. Könnyűsúlyú felfüggesztés nélküli alvázat használtak hozzá; a kerekeket lecserélték kicsi görgőkre; a lövegpajzsot általában eltávolították. Az így létrejött fegyver súlya mindössze 139 kg volt (118 kg a görgők nélkül). Az alváz 360°-os tűzteret biztosított, illetve mínusz 15° - plusz 25°-os szögtartományban lehetett vele irányozni.
- 2,8 cm KwK 42: harckocsi löveg típus. 24 darab készült. Nem tisztázott, hogy valaha használták volna.

A sPzb 41 fegyvert használták az Sd.Kfz. 250 féllánctalpas járműveken; Sd.Kfz. 250/11 megnevezéssel. Néhányat az Sd.Kfz. 221 páncélgépkocsin is alkalmaztak.

## Szolgálat
A kúpos furatú lövegek a második világháború alatt kevés szerepet kaptak. Gyártásuk csak fejlett technológiával, magas színvonalon volt kivitelezhető. Németországon kívül egyedül Nagy-Britannia foglalkozott hasonló technológiával, ahol a Littlejohn adapter ugyanezt az elvet használta fel, noha nem volt önálló löveg. Egy szovjet tervezőiroda V. G. Grabin vezetésével ugyancsak szándékozott egy hasonló fegyvert tervezni 1940-ben, de technológiai problémák miatt kudarcot vallott. Az USA-ban a tervezőket a sPzB 41 fegyverrel kapcsolatos jelentések inspirálták, így egy kísérleti sorozatba kezdtek 28/20 cső és kúpos kialakítású adapter elkészítése céljából a 37 mm M3 löveghez. A munka 1941 szeptemberében kezdődött és folytatódott a háború alatt, de nem volt kézzelfogható eredménye.
A sPzB 41 egy rövid távon jó páncéltörő képességű, magas tűzgyorsaságú, könnyű súlyú (páncéltörő löveghez képest), szétszerelhető konstrukció ötvözete.
Mindazonáltal volt néhány hátrányossága is, mint:
- A csövet nehéz volt gyártani és rövid szolgálati élettartama volt (nagyjából 500 lövés)
- Nagyon gyenge repeszhatás a lövedéknél
- volfrám-karbid használata páncéltörő lövedékeknél
- Rövid hatótávolság
- Relatíve gyenge páncél mögötti romboló hatás

A szakirodalom a sPzB 41 fegyvert főleg a rövid élettartamú csöve miatt bírálja. Készült máshol is nagy tűzgyorsaságú fegyver normál csővel, ugyancsak rövid élettartammal, például a szovjet 57 mm-es ZiSZ–2 löveg, amely 1000 lövésre volt képes. A sPzB 41 gyártásának leállítását végül a volfrám hiánya okozta.

## Lőszer
Kettő lőszertípus készült a sPzB 41-hez: a páncéltörő 2,8 cm Pzgr.41 és a repeszromboló 2,8 cm Sprg.41.
A Pzgr.41-nek volfrám-karbid magja volt, egy puha acél töltényhüvely és magnézium ötvözet ballisztikus gyújtófejjel. A mag hossza 40 mm, átmérője 10,9 mm volt, és nagyjából 9,1% volframot tartalmazott.
| Rendelkezésre álló lőszer |                |          |                               |                            |            |
| Típus                     | Modell         | Súly, kg | Töltőanyag                    | Csőtorkolati sebesség, m/s | Hatótáv, m |
| APCNR-T                   | 2,8 cm Pzgr.41 | 0.125    | -                             | 1,430                      | 500        |
| Repesz-romboló            | 2,8 cm Sprg.41 | 0.093    | 5 g, Pentaeritrit-tetranitrát | 1,400                      | 1,000      |

| Páncél átütő táblázat          |                          |                          |
| APCNR-T lövedék 2,8 cm Pzgr.41 |                          |                          |
| Távolság, m                    | Becsapódási szög 60°, mm | Becsapódási szög 90°, mm |
| 100                            | 52 - 69                  | 75                       |
| 300                            | 46                       |                          |
| 400                            |                          | 40                       |
| 500                            | 40 - 52                  |                          |

## Fordítás
- Ez a szócikk részben vagy egészben  a(z)   2.8 cm sPzB 41 című angol Wikipédia-szócikk ezen változatának fordításán alapul.  Az eredeti cikk szerkesztőit annak laptörténete sorolja fel. Ez a jelzés csupán a megfogalmazás eredetét és a szerzői jogokat jelzi, nem szolgál a cikkben szereplő információk forrásmegjelöléseként.